# 나경철
나경철(1986년 9월 5일 ~ )은 대한민국의 프리랜서 아나운서이다.

## 학력
- 고려대학교 미디어학 학사

## 경력
- XTM 프로야구 더빙캐스터
- NBS 한국농업방송 아나운서
- 2013년 3월 ~ 2014년 9월 : C채널방송 아나운서
- 2015년 2월 ~ 2015년 10월 : CBS 광주방송 보도제작국 아나운서
- 2015년 11월 ~ : YTN, MBC 프리랜서 아나운서

## 진행

### TV
- MBC TV MBC 이브닝뉴스 보조 진행 : 2016년 2월 1일 ~ 2017년 9월 27일
- MBC TV MBC 뉴스투데이 100초 브리핑, 한 주 미리보기, 뉴스터치 진행 : 2018년 4월 2일 ~ 2021년 5월 28일
- YTN 뉴스출발 진행 : 2021년 12월 6일 ~ 2022년 6월 3일
- YTN 새벽 1시 ~ 4시 YTN 24
- YTN 굿모닝 와이티엔 1부 진행 : 2022년 6월 7일 ~ 12월 30일
- YTN 굿모닝 와이티엔 2부 진행 : 2023년 1월 2일 ~ 2023년 11월 10일
- YTN 뉴스LIVE
- YTN 뉴스N이슈
- YTN 뉴스라이더
- YTN 사이언스 사이언스 투데이
- YTN 뉴스 Q 진행 : 2023년 11월 13일 ~ 2024년 4월 1일
- YTN YTN 뉴스퀘어 2PM 진행 : 2024년 5월 1일 ~ 현재'

### 드라마
- Netflix 살인자ㅇ난감 - 아나운서 2 역 : 2024년 2월 9일

### 영화
- 젠틀맨 - 최태집 기자 역 (목소리) : 2022년 12월 28일 개봉